# Portami via (Fabrizio Moro)
Portami via è un singolo del cantautore italiano Fabrizio Moro, primo estratto dall'album Pace e pubblicato l'8 febbraio dalla Sony Music. Il brano è stato presentato in gara nel Festival di Sanremo 2017, vincitore del premio Lunezia come miglior testo e videoclip in gara. Nella classifica finale è giunto al 7º posto.

## La canzone
La canzone è stata scritta dallo stesso Fabrizio Moro e da Roberto Cardelli. L'artista romano ha affermato che le parole del brano sono interamente dedicate alla figlia Anita, di appena tre anni, sostenendo che la sua presenza lo ha aiutato ad uscire da un momento molto complicato della sua vita.
"Portami via" è, dunque, una canzone d'amore, una commovente ballata, esprime quell'amore che salva da ogni tipo di disagio, una sorta di richiesta d'aiuto per fuggire dalle ostilità.

## Videoclip
Il video musicale è stato diretto da Andrea Folino e Corrado Perria e pubblicato l'8 febbraio 2017 nel canale Vevo del cantautore. Ha superato i 90 milioni di visualizzazioni ed è ambientato in un carcere. Mostra il percorso di un uomo (interpretato dall'attore Fabrizio Ferracane) che sconta la propria pena e incontra nella figlia la sua fonte di salvezza.

## Tracce
- Download digitale

1. Portami via – 3:16 (testo: Fabrizio Moro – musica: Fabrizio Moro, Roberto Cardelli)

## Classifiche
| Classifica (2017) | Posizione massima |
| ----------------- | ----------------- |
| Italia            | 6                 |